# Jakub Kornhauser
Jakub Kornhauser (ur. 16 stycznia 1984 w Krakowie) – polski poeta, tłumacz, eseista, redaktor, krytyk literacki i literaturoznawca, nauczyciel akademicki Uniwersytetu Jagiellońskiego, doktor nauk humanistycznych w zakresie literaturoznawstwa.

## Życiorys
Twórczość pisarską rozpoczął w okresie studiów. Poematy prozą i opowiadania publikował między innymi w „Twórczości”, „Odrze”, „Dekadzie Literackiej”, „Toposie” czy „Kwartalniku Artystycznym”. W dorobku ma osiem tomów poezji, a jego twórczość tłumaczona była na kilkanaście języków. W Gazecie Wyborczej – Magazynie Krakowskim w latach 2016-2018 publikował cykl poetyckich szkiców „Granice miasta” o tematyce rowerowo-krajoznawczej.
W 2014 uzyskał stopień doktora nauk humanistycznych w zakresie literaturoznawstwa na Wydziale Filologicznym Uniwersytetu Jagiellońskiego na podstawie wyróżnionej rozprawy „Status przedmiotu w poezji europejskiego surrealizmu”. Pracuje jako adiunkt w Instytucie Filologii Romańskiej UJ oraz w Ośrodku Badań nad Awangardą przy Wydziale Polonistyki UJ, którego jest współzałożycielem. Współpracownik Instytutu Filologii Polskiej Uniwersytetu im. Adama Mickiewicza w Poznaniu. Zajmuje się między innymi teorią i historią XX-wiecznych ruchów awangardowych, literaturą eksperymentalną, poezją współczesną, kulturą Europy Środkowej i krajów romańskich.
Współpracuje z Muzeum Sztuki Współczesnej w Krakowie oraz Małopolskim Instytutem Kultury. W ramach działalności portalu Małopolska To Go wytycza i opisuje trasy rowerowe po Małopolsce. Zasiada w Radzie Programowej Międzynarodowego Centrum Kultury (kadencja 2023-2025). Zastępca redaktora naczelnego czasopisma naukowego „Romanica Cracoviensia”. W latach 2015–2016 był członkiem zespołu redakcyjnego „Literatury na Świecie”. W 2015 oraz od 2017 roku redaktor Nowej Dekady Krakowskiej. Członek zarządu Krakowskiej Fundacji Literatury. W Wydawnictwie Uniwersytetu Jagiellońskiego współprowadzi od 2014 roku serię „awangarda/rewizje”. Pomysłodawca i redaktor prowadzący serii „Rumunia Dzisiaj” w TAiWPN Universitas oraz serii „wunderkamera” w Instytucie Mikołowskim.
Od 2016 roku członek jury Konkursu Młodej Poezji w ramach Festiwalu Miłosza (Kraków), w latach 2017-2024 członek jury Ogólnopolskiego Konkursu Literackiego im. Artura Fryza w ramach festiwalu "Złoty Środek Poezji" (Kutno). Ponadto przewodniczący lub członek jury wielu konkursów literackich, m.in. XXII Ogólnopolskiego Konkursu Poetyckiego im. Jacka Bierezina (Łódź 2016), XV Ogólnopolskiego Konkursu Poetyckiego im. Kazimierza Ratonia (Olkusz 2019), XXIX Konkursu Poetyckiego o Nagrodę im. K.K. Baczyńskiego (Łódź 2021), XXX Sejmiku Poetyckiego "Pod Diablą Górą" (Bukowno 2022), XXXI Konkursu Poetyckiego o Nagrodę im. K.K. Baczyńskiego (Łódź 2023), VI Ogólnopolskiego Konkursu Poetyckiego "Bez-Kresy" (Cieszanów 2023), XVIII edycji Rypińskiego Albumu Poetyckiego (Rypin 2023), LXII edycji Ogólnopolskiego Konkursu o Laur Czerwonej Róży (Gdańsk 2024).
Od 2024 roku zasiada w kapitule Nagrody Literackiej Gdynia.

## Życie prywatne

### Rodzina
Jest wnukiem krakowskiego Żyda Jakuba Kornhausera (1913–1972) i pochodzącej z Chorzowa Ślązaczki Małgorzaty Glombik (1914–1987), synem poety i literaturoznawcy prof. dr. hab. Juliana Kornhausera oraz polonistki Alicji Wojny-Kornhauser. Jego siostrą jest Agata Kornhauser-Duda, zaś szwagrem były prezydent RP Andrzej Duda.

### Poglądy polityczne
W wywiadzie w 2016 roku Jakub Kornhauser stwierdził, że „jest rozczarowany (...) prezydenturą” swojego szwagra Andrzeja Dudy i „szczerze mu współczuje, bo widzi, jak on się męczy. Mam wrażenie, że został ubrany w buty, w których nie chciał się znaleźć”. W 2016 roku Kornhauser uczestniczył w demonstracjach Komitetu Obrony Demokracji. Stwierdził, że „to, co robi PiS z Trybunałem Konstytucyjnym, to łamanie konstytucji. To jest dla mnie jasne i przeciw temu protestuję. Nie zdziwię się, jeśli prezydent Duda stanie za to przed Trybunałem Stanu”.
W wyborach parlamentarnych w 2015 roku poparł kandydata Zielonych, który startował z listy Zjednoczonej Lewicy. Stwierdził, że „pokłada nadzieje na zmianę polityki w stronę troski o dobro wspólne” w Zielonych i Partii Razem, oraz że chciałby, „żeby polityk był urzędnikiem, który wykonuje swoją pracę dla dobra państwa, nie partii, zaplecza, pociotków. W PiS, mam wrażenie, ludzi kompetentnych jest jeszcze mniej niż w innych partiach”.

### Religia
Stwierdził, że „nie ma potrzeby ekspresji religijnej”. „Religia w instytucjonalnym wymiarze jest dziś dla mnie trudna do przyjęcia, jestem nastawiony antyklerykalnie. Tworzenie homogenicznych struktur, charakterystyczne dla katolicyzmu, ale także dla innych wyznań, buduje silną pokusę dominacji i wykluczania wszystkich, którzy mają inny pogląd. (...) Religia jako komponent tożsamości wydaje mi się czymś nienaturalnym i dziwnym, sztucznym rytuałem, oddalającym człowieka od prawdziwej duchowości”.

## Książki naukowe
- De la lettre aux belles-lettres: études dédiées à Regina Bochenek-Franczakowa (2012) – współredakcja[32];
- Horyzonty wyobraźni: fantazja i fantastyczność we współczesnej kulturze (2012) – współredakcja[33];
- Auteur, personnage, lecteur dans les lettres d'expression française (2014) – współredakcja[34];
- Głuchy brudnopis. Antologia manifestów awangard Europy Środkowej (2014) – współredakcja, opracowanie, przekład[35];
- Całkowita rewolucja. Status przedmiotów w poezji surrealizmu (2015) – monografia autorska[36]
- Autour du théâtre / Wokół teatru (2015) – współredakcja[37]
- Awangarda i krytyka. Kraje Europy Środkowej i Wschodniej (2015) – współredakcja[38]
- Rzeczy do nazwania. Wokół Kornhausera (2016) – współredakcja[39]
- Awangarda. Strajki, zakłócenia, deformacje (2017) – monografia autorska[40]
- Le badaud et le regardeur (2017)[41] – współredakcja
- Tradycje eksperymentu / Eksperyment jako doświadczenie (2019) – współredakcja[42]
- Apollinaire – «l’esprit nouveau» – les avant-gardes (2019) – współredakcja[43]
- Preteksty, posłowia. Małe kanony literatury światowej (2019) – monografia autorska[44]
- Teorie awangardy. Antologia tekstów (2020) – współredakcja[45]
- Najnowsze literatury romańskie. Na granicach tożsamości (2020) – redakcja[46]
- Polityki/Awangardy (2021) – współredakcja[47]
- Najnowsze literatury romańskie. Samotność i wykorzenienie (2021) – redakcja[48]
- Najnowsze literatury romańskie. Traumy, troski, opresje (2022) – redakcja[49]
- Niebezpieczne krajobrazy. Surrealizm i po surrealizmie (2022) – monografia autorska[50]
- Który tak śpiewa? Ptaki w kulturze (2022) – współredakcja[51]
- Orbis Pictus. Kino Europy Środkowej po 1989 roku (2023) – redakcja[52]
- Najnowsze literatury romańskie. Powroty do przeszłości, powroty do przyszłości, powroty do powrotów (2023) – redakcja[53]
- Nomadyczność. Podmioty – przestrzenie – pojęcia (2024) – współredakcja[54]

## Inne publikacje
- Niebezpieczny paragraf (2007) – tom poezji[55]
- Niejasne istnienia: (prozy poetyckie) (2009)[56]
- Drożdżownia (2015) – prozy poetyckie[57]
- Wolność krzepi (2018) – tom esejów[58]
- Dziewięć dni w ścianie (2019) – prozy poetyckie[59]
- Premie górskie najwyższej kategorii (2020) – prozo-eseje[60]
- Krwotoki i wiewiórki (2021) – tom poezji[61]
- Brzydko tną twoje noże? (2021) – tom poezji[62]
- In amplexu (2022) – tom poezji[63]
- Lotne finisze (2023) – prozo-eseje[64]
- Lata z jamnikiem (2024) – tom poezji[65]

## Przekłady z języków obcych
Książki:
- Głuchy brudnopis. Antologia manifestów awangard Europy Środkowej (2014) – przekłady manifestów, esejów rumuńskich awangardystów (m.in. Iona Vinei, Ilarie Voronki, Geo Bogzy, Gherasima Luki, Gellu Nauma)
- Dumitru Crudu, Fałszywy Dymitr (2018) – wraz z Joanną Kornaś-Warwas[66]
- Gherasim Luca, Bierny wampir (2018)[67]
- Gellu Naum, Vasco da Gama i inne cykle poetyckie (2019)[68]
- Miroljub Todorović, Świnia jest najlepszym pływakiem (2020) – wraz z Kingą Siewior[69]
- Gherasim Luca, Kleptoobiekt śpi i inne prozy (2020)[70]
- Henri Michaux, Meskalina i muzyka (2021) – wraz z Wacławem Rapakiem[71]
- Claudiu Komartin, kobalt (2022)[72]
- Anna Malihon, Nakładanie szwów (2023) – wraz z Krzysztofem Czyżewskim [i in.][73]
- Perrine Le Querrec, Warglify (2025) [74]

Czasopisma:
Przekłady awangardowej literatury rumuńskiej i mołdawskiej w „Literaturze na Świecie”, „Nowej Dekadzie Krakowskiej”, „Wizjach” czy „Wyspie” (Dumitru Crudu, Gherasim Luca, Gellu Naum, Miruna Vlada, Claudiu Komartin, Ștefan Manasia, Ștefan Baghiu), serbskiej (Miroljub Todorović) w "Literaturze na Świecie" i „Wizjach” oraz belgijskiej (Paul Nougé), francuskiej (m.in. André Breton, Tristan Tzara) i niemieckiej (Hans Arp, Max Ernst, Richard Huelsenbeck) w „Nowej Dekadzie Krakowskiej”.

## Działalność edytorska
- Julian Kornhauser, Wiersze zebrane (2016) – współredakcja, opracowanie[81]
- Gustaw Herling-Grudziński, Dzieła zebrane tom 5, Opowiadania wszystkie vol. 1 (2016) – opracowanie
- Julian Kornhauser, Proza zebrana (2017) – współredakcja, opracowanie[82]
- Julian Kornhauser, Krytyka zebrana, tom I (2018) – współredakcja, opracowanie[83]
- Julian Kornhauser, Krytyka zebrana, tom II (2019) – współredakcja, opracowanie[84]
- Julian Kornhauser, „braków nie ma żadnych”. Pokrzywy i olchy. Wiersze (2020) – redakcja, opracowanie[85]
- Julian Kornhauser, Pisma slawistyczne (2021) – współredakcja, opracowanie[86]
- Miron Białoszewski, "Sen biją!". Zaskok na uwięzi. Wiersze (2022) – redakcja, opracowanie[87]
- Równo z prawej. Antologia polskiego poematu prozą (2022) – redakcja, opracowanie[88]
- Żeby ten wiersz był pudełkiem zapałek. Obiektywizm w polskiej poezji (2023) – redakcja, opracowanie[89]
- Pośrodku dzikiego boiska. Antologia wierszy poetek i poetów Złotego Środka 2005–2024 (2024) – redakcja, opracowanie[90]

## Przekłady na języki obce
- język francuski: La fabrique de levure (tłum. Isabelle Macor; 2018)[91]
- język serbski: Beli kvadrat na beloj pozadini (tłum. Biserka Rajčić; 2019)[92]
- język rumuński: Fabrica de drojdie (tłum. Raluca Iftime Keskin; 2022)[93]

## Wyróżnienia
- nominacja do Orfeusza – Nagrody Poetyckiej im. K.I. Gałczyńskiego 2016 za tom Drożdżownia[94]
- Nagroda im. Wisławy Szymborskiej 2016 za tom Drożdżownia[95]
- nominacja do nagrody Europejski Poeta Wolności 2018 za przekład tomu Dumitru Crudu Fałszywy Dymitr (wraz z Joanną Kornaś-Warwas)[96]
- nominacja do Prix de la Revue NUNC 2019 za La fabrique de levure (tłum. Isabelle Macor)[97]
- nominacja do Nagrody im. Wisławy Szymborskiej 2020 za tom Dziewięć dni w ścianie[98]
- Nagroda Literacka Znaczenia 2021 za książkę Premie górskie najwyższej kategorii[99]
- nominacja do Nagrody Literackiej Gdynia 2021 w kategorii przekład za tłumaczenie tomu Miroljuba Todorovicia Świnia jest najlepszym pływakiem (wraz z Kingą Siewior)[100]
- nominacja do Nagrody Literackiej Gdynia 2021 w kategorii esej za książkę Premie górskie najwyższej kategorii[100]
- wyróżnienie w kategorii przewodnik literacki w ramach Nagród Magellana 2021 za Premie górskie najwyższej kategorii[101]
- Nagroda Krakowa Miasta Literatury UNESCO 2021[102]
- Nagroda Krakowa Miasta Literatury UNESCO 2023[103]
- Honorowa Nagroda Gdańskiego Towarzystwa Przyjaciół Sztuki 2023 w dziedzinie poezji za całokształt twórczości[104]